# Олга Громико
Олга Николаевна Громико (на беларуски: Вольга Мікалаеўна Грамыка) е беларуска микробиоложка, поетеса и писателка на произведения в жанра фентъзи и научна фантастика.

## Биография и творчество
Громико е родена във Виница, Украйна на 13 септември 1978 г. Баща ѝ Николай Зайцев е писател. Когато е 6-годишна, семейството ѝ се мести в Минск.
Пише от 14-годишна. Завършва специалност „Микробиология“ през 2001 г. в Беларуския държавен университет. След дипломирането си 7 години работи в Изследователския институт по епидемиология и микробиология към Министерството на здравеопазването на Беларус в Минск. След това напуска работата си и се посвещава на писателската си кариера.
Прави литературния си дебют през 2002 г. с фантастичния разказ „Дефеодоризация“. През 2003 г. е издаден първия ѝ роман „Профессия: ведьма“ (Професия: Вещица) от поредицата „Белорски цикъл за вещицата Волха“. На международния фестивал „Звезден мост-2003“ получава наградата „Меч без име“ на издателство „Алфа-Книга“ за най-добър дебютен роман в жанра на хумористична и екшън фантастика
През 2009 и 2010 г. получава украинската награда „Золотой Кадуцей“ на фестивала „Звезден мост“ за романите „Видунья“ (Видуня) и „Путница“ (Пътешественичка) от поредицата „Годината на плъха“, а през 2011 г. получава наградата „Сребърна стрела“ за най-добър женски образ в романа „Путница“.
Първите ѝ книги са написани в жанра на хумористичното фентъзи и в жанра меч и магия. Творбите на Олга Громико се характеризират с ироничен стил, който достига до сарказъм. Основните герои на нейните книги са лица, които в традиционното фентъзи са с негативни характиристики: вещици, вампири, върколаци, дракони, тролове, мантикори, и други. Пише на руски език.
Член е на Съюза на писателите на Беларус.
Олга Громико живее със семейството си в Минск.

## Произведения

### Самостоятелни романи
- Цветок камалейника (2006)
- Сказка – ложь, узнайте правду! (2007)
- Плюс на минус (2008) – с Андрей Уланов
- Киборг и его лесник (2019)

### Серия „Белорски цикъл за вещицата Волха“ (Белорийский цикл о ведьме Вольхе)
1. Профессия: ведьма (2003)
2. Ведьма-хранительница (2003)
3. Верховная Ведьма (2004)
4. Ведьмины байки (2003)

### Серия „Верни врагове“ (Верные враги)
1. Верные враги (2005)
2. Капкан для некроманта (2008)

### Серия „Годината на плъха“ (Год крысы)
1. Год крысы (2009)
2. Путница (2010)

### Серия „Космоолухи“ (Космоолухи) - "Космически льохмани"[1]
1. Космобиолухи (2011) – с Андрей Уланов Космобиолози
2. Космоэколухи (2012) ) Космоеколози
3. Космопсихолухи – том 1 и 2 (2014)
4. Космотехнолухи – том 1 и 2 (2016)
5. Космоолухи: до, между, после (2016)
6. Космоолухи: рядом – том 1 и 2 (2017)
7. Киборг и его лесник (2019)
8. Встретимся на Кассандре! (2019)

### Повести
- Пророчества и иже с ними (2008)
- Овчарка (2016)
- Генетика (2017)
- Два пожара и три потопа (2017)
- Отпусти (2017)
- Сердце фейри (2017)
- Сложности перевода (2017)

### Поезия
- Не откладывай (2004)
- Баллада про тёщу (2005)
- Безжалостны истории страницы… (2005)
- Всё, что было мной (2005)
- Шелена (2005)
- Все устаканится (2007)
- Завтра в бой (2007)
- Посиди со мной (2007)
- Рыжий город (2007)

Има и много други произведения публикувани в мрежата.